# ایندیریان
ایندیریان (نام علمی: Indridae) تیره‌ای از راسته نخستی‌سانان است که شامل لمورهای متوسط تا بزرگ‌جثه ساکن ماداگاسکار می‌شود. اعضای این تیره بزرگ‌ترین پیش‌میمون‌های زنده و سنگین‌وزن‌ترین جانورانی هستند که توانایی حرکت با آویزان شدن از درختان و پرش را دارند.

## رفتار

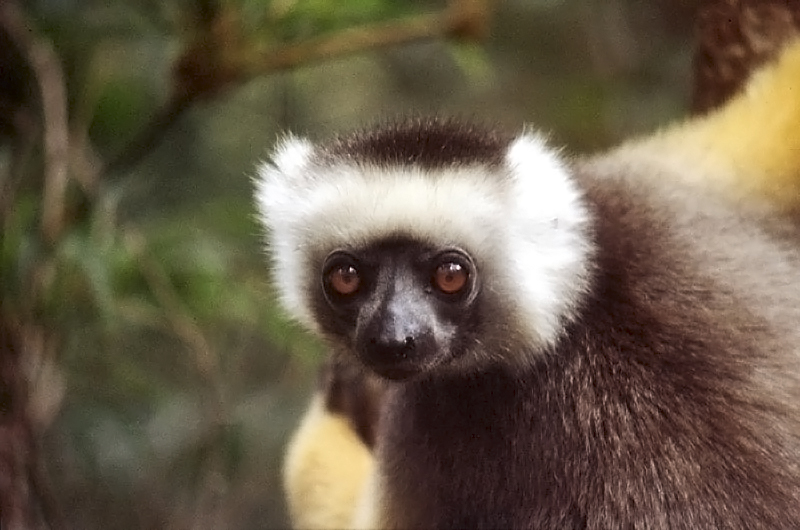
یک ایندیریان بر روی درخت

ایندریایی‌ها آوزاخوانی ویژه‌ای دارند که در آن زوج بالغ تک‌همسر اقدام به خواندن دوئت می‌کنند و اگر بچه‌هایشان نیز حضور داشته باشند، این فرزندان نیز به نخستین بخش از دوخوانی والدین خود می‌پیوندند. صداهای تولیدی از فواصل دور (بیش از ۳ کیلومتر) شنیده می‌شوند و به دیگر گروه‌های ایندری اعلام حضور می‌کنند. دیگر گروه‌ها نیز با پاسخ به این صداها محدوده و قلمرو خود را مشخص می‌کنند. چنین صداهایی انرژی کمتری از روش‌های دیگر نشان‌گذاری قلمرو (همچون پاشیدن ادرار) نیاز دارد. این مسئله به ویژه برای اعضای این تیره که انرژی کمی از برگ‌های مورد تغذیه‌شان دریافت می‌کنند، مهم است.
لمورهای پشمالوی برای از دست ندادن انرژی بیش از ۶۰ درصد وقتشان را در استراحت به سر می‌برند. در حالی که شیفاک‌ها که میوه‌های پرانرژی مصرف می‌کنند برای نشانه‌گذاری قلمرو خود مایعات روغنی بودار و نیز عرق تولید می‌کنند.

## طبقه‌بندی
تیره ایندیریان دارای ۱۹ گونه زنده است که در ۳ سرده جای گرفته‌اند.
تیره Indriidae
- سرده Indri
  - ایندری، Indri indri
- سرده Avahi، لمورهای پشمالوی
  - لمور پشمالوی بماراها، Avahi cleesei
  - لمور پشمالوی شرقی، Avahi laniger
  - لمور پشمالوی مور، Avahi mooreorum
  - لمور پشمالوی غربی، Avahi occidentalis
  - لمور پشمالوی سامبیرانو، Avahi unicolor
  - لمور پشمالوی پیریه‌را، Avahi peyrierasi
  - لمور پشمالوی جنوبی، Avahi meridionalis
  - لمور پشمالوی رامانانتاسوآوانا، Avahi ramanantsoavani
  - لمور پشمالوی بتسیلو، Avahi betsileo
- سرده Propithecus، شیفاک‌ها
  - گروه Propithecus diadema
    - شیفاک دیهیم‌دار، Propithecus diadema
    - شیفاک ابریشمی، Propithecus candidus
    - شیفاک میلن ادواردز، Propithecus edwardsi
    - شیفاک پریه، Propithecus perrieri
    - شیفاک تاج‌طلایی، Propithecus tattersalli

  - گروه Propithecus verreauxi
    - شیفاک ورو، Propithecus verreauxi
    - شیفاک کاکرل، Propithecus coquereli
    - شیفاک دکن، Propithecus deckenii
    - شیفاک تاج‌دار، Propithecus coronatus